# Tambourissa quadrifida
Tambourissa quadrifida är en tvåhjärtbladig växtart som beskrevs av Sonner.. Tambourissa quadrifida ingår i släktet Tambourissa och familjen Monimiaceae. Inga underarter finns listade i Catalogue of Life.